# Ferroina

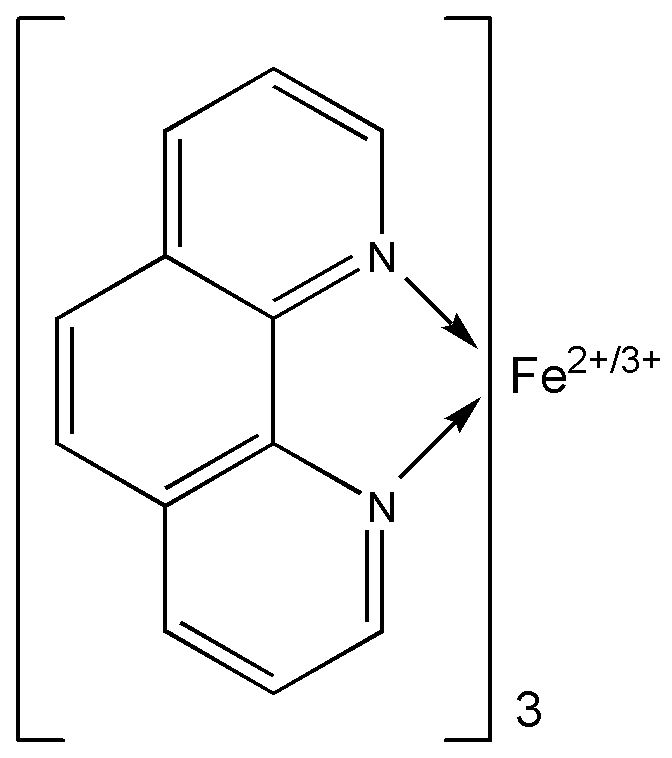
Wzór kationu ferroiny

Ferroina – związek kompleksowy żelaza z fenantroliną.
Stosowany jest w analizie chemicznej jako wskaźnik redoks służący m.in. do analizy ścieków. Zmienia barwę z niebieskiej (w środowisku utleniającym) na pomarańczowo-czerwoną (w środowisku redukującym).